# Slöfus McFjäs
Slöfus McFjäs (Rumpus McFowl i engelsk översättning) är en fiktiv gestalt, seriefigur, i Kalle Ankas universum, skapad 1994 av William Van Horn. Van Horn är fortfarande den ende serieskaparen som använt figuren, som skapades i en serie producerad åt dansk-svenska Egmont och därför inte har ett engelskt originalnamn. Slöfus introducerades som en sniken kusin till Joakim von Anka, men det avslöjades snart att han var Joakims halvbror. Han är betraktad som en utomäktenskaplig son till sin far Fergus von Anka och Vera O'Rapp, antingen en kusin till Dunhilde O'Rapp som senare blev Fergus hustru. Slöfus har uppenbarligen ändrat sitt efternamn, eftersom ingen förälder bär det. Slöfus bor troligen numera i Joakim von Ankas pengabinge.